# Camouflage (album của Lara Fabian)
Camouflage (tạm dịch từ tiếng Anh: Ngụy trang) là album phòng thu thứ 13 và là album tiếng anh thứ 4 của nữ ca sĩ người Bỉ-Canada Lara Fabian. Album được phát hành vào ngày 6 tháng 10 năm 2017. Đĩa đơn đầu tiên từ album, "Growing Wings", được phát hành vào ngày 4 tháng 8 năm 2017. Tại Pháp, Camouflage ra mắt ở vị trí thứ 12 trên bảng xếp hạng album của SNEP với doanh số đạt 4.671 bản trong tuần đầu phát hành.
Fabian khởi động chuyến lưu diễn Camouflage World Tour vào tháng 2 năm 2018. Chuyến lưu diễn sử dụng những bài hát trong album, cũng như các bản hit quốc tế của nữ ca sĩ trong suốt 21 ngày lưu diễn trên toàn thế giới, kết thúc ở Paris vào tháng 6 năm 2018.

## Bối cảnh sản xuất
Album được phát triển và sản xuất theo định hướng nghệ thuật của nhà sản xuất Matt Ersin tại Stockholm, Los Angeles và Brussels. Toàn bộ 12 bài hát trong album được viết và soạn nhạc bởi Fabian cùng với Moh Denebi và Sharon Vaughn. Trong các bài hát, giọng hát của cô được sản xuất theo hướng electro-pop và kết hợp với dàn hợp xướng cổ điển. Tên một bài hát trong album được sử dụng làm tựa đề của album.
Album tiếng Anh đầu tiên của Fabian, Lara Fabian, được phát hành vào năm 1999. Năm 2004, cô phát hành album tiếng Anh thứ hai, A Wonderful Life. Album tiếng Anh thứ ba, Every Woman in Me, phát hành năm 2009, là một album thuộc thể loại acoustic với những bản hát lại các bài hát của các nghệ sĩ mà cô yêu thích.

## Các đĩa đơn
"Growing Wings" được phát hành thành đĩa đơn mở đường cho album vào ngày 4 tháng 8 năm 2017, và một bản phối lại bài hát của Offer Nissim được phát hành vào ngày 11 tháng 8 năm 2017. Video âm nhạc cho bài hát ra mắt vào ngày 13 tháng 8, được đạo diễn bởi Senol Korkmaz và sản xuất bởi Matt M. Ersin và Odacity.
Vào ngày 8 tháng 9 năm 2017, "Choose What You Love Most (Let It Kill You)" được phát hành và trở thành đĩa đơn thứ hai từ. Ngày 24 tháng 9 năm 2017, Fabian ra mắt video âm nhạc cho bài hát. Video tiếp tục được đạo diễn bởi Senol Korkmaz và sản xuất bởi Matt M. Ersin.
"We Are The Flyers" được phát hành thành đĩa đơn tại Đức, và ở một số quốc gia khác, "Chameleon" được thông báo là đĩa đơn thứ ba vào tháng 2 năm 2018. Một bản phối lại cho "Chameleon" được sản xuất bởi nhà sản xuất âm nhạc người Pháp Tom York.

## Danh sách bài hát
Tất cả bài hát được sản xuất bởi Moh Denebi.
Tất cả các ca khúc được viết bởi Lara Fabian, Moh Denebi và Sharon Vaughn.
| Phiên bản chuẩn | Phiên bản chuẩn                               | Phiên bản chuẩn |
| STT             | Nhan đề                                       | Thời lượng      |
| --------------- | --------------------------------------------- | --------------- |
| 1.              | "Growing Wings"                               | 2:57            |
| 2.              | "Chameleon"                                   | 3:19            |
| 3.              | "If I Let You Love Me"                        | 3:35            |
| 4.              | "Choose What You Love Most (Let It Kill You)" | 3:53            |
| 5.              | "We Are the Flyers"                           | 4:05            |
| 6.              | "Painting in the Rain"                        | 3:27            |
| 7.              | "Camouflage"                                  | 3:11            |
| 8.              | "I'm Breakable"                               | 2:35            |
| 9.              | "Keep the Animals Away"                       | 3:32            |
| 10.             | "We Are the Storm"                            | 3:39            |
| 11.             | "Perfect"                                     | 3:00            |
| 12.             | "Communify"                                   | 3:16            |

## Những người thực hiện
- Lara Fabian – sáng tác
- Sharon Vaughn – sáng tác
- Moh Denebi – sáng tác, sản xuất
- Matt M. Ersin – điều hành sản xuất
- Filip Van Roe – nhiếp ảnh
- Iris Rombouts – thiết kế ảnh và đồ họa

## Xếp hạng
| Bảng xếp hạng (2017)                | Vị trí cao nhất |
| ----------------------------------- | --------------- |
| Album Bỉ (Ultratop Vlaanderen)      | 57              |
| Album Bỉ (Ultratop Wallonie)        | 4               |
| Album Pháp (SNEP)                   | 17              |
| Album Thụy Sĩ (Schweizer Hitparade) | 27              |

| Bảng xếp hạng (2017)                  | Vị trí |
| ------------------------------------- | ------ |
| Bỉ (Ultratop Wallonia)                | 79     |
| Bỉ Belgian Albums (Ultratop Wallonia) | 12     |